# John Cater
John Edward Cater (* 17. Januar 1932 in Hendon, London, England; † 21. März 2009) war ein britischer Schauspieler.

## Leben
Cater wurde von seinen Eltern im Alter von vier Jahren an einer Tanzschule angemeldet. Während des Zweiten Weltkriegs wurde er nach Devon evakuiert. Nach dem Ende seiner Schulausbildung besuchte er ab 1948 die Royal Academy of Dramatic Art. Seine Schauspielausbildung musste er wegen seines Wehrdienstes im Royal Army Educational Corps unterbrechen. Nach seinem Abschluss wurde er am Dundee Repertory Theatre in Dundee engagiert. 1961 schloss er sich der Royal Shakespeare Company an. Ab den 1960er Jahren war Cater in zahlreichen Fernsehproduktionen zu sehen, unter anderem in Gastrollen in Serien wie Mit Schirm, Charme und Melone, Doctor Who, Department S und Die Füchse. Zudem spielte er zwischen 1976 und 1977 eine der Hauptrollen in der Serie Das Hotel in der Duke Street. Dem deutschsprachigen Publikum dürfte er am ehesten durch seine Darstellung des Thomas im alljährlich zur Weihnachtszeit wiederholten Fernsehfilm Der kleine Lord neben Alec Guinness und Ricky Schroder bekannt sein. Daneben spielte er an der Seite von Vincent Price in den beiden Horrorfilmen Das Schreckenskabinett des Dr. Phibes und Die Rückkehr des Dr. Phibes den Superintendent Waverley. Zuletzt war er unter anderem im Science-Fiction-Film Alien Autopsy – Das All zu Gast bei Freunden sowie in einer Gastrolle in der Krimiserie Inspector Barnaby zu sehen.
Seit 1963 war er mit der Schauspielerin Wendy Gifford verheiratet, aus der Ehe gingen zwei Töchter hervor.

## Filmografie (Auswahl)
- 1958: Starr and Company (Fernsehserie, Folge Bank Holiday Outing)
- 1963–1967: Mit Schirm, Charme und Melone (The Avengers; Fernsehserie, 3 Folgen)
- 1965: Geheimauftrag für John Drake (Danger Man; Fernsehserie, Folge A Room in the Basement)
- 1966: Doctor Who (Fernsehserie, 4 Folgen)
- 1967: Der Baron (The Baron; Fernsehserie, Folge You Can't Win Them All)
- 1968: Virgin of the Secret Service (Fernsehserie, 13 Folgen)
- 1969: Department S (Fernsehserie, Folge Dead Men Die Twice)
- 1971: Das Schreckenskabinett des Dr. Phibes (The Abominable Dr. Phibes)
- 1972: Die Rückkehr des Dr. Phibes (Dr. Phibes Rises Again)
- 1973: Captain Kronos – Vampirjäger (Kronos)
- 1975: Wie man sein Leben lebt (The Naked Civil Servant; Fernsehfilm)
- 1976: Ich, Claudius, Kaiser und Gott (I, Claudius; Fernseh-Miniserie, 3 Folgen)
- 1976–1977: Das Hotel in der Duke Street (The Duchess of Duke Street; Fernsehserie, 24 Folgen)
- 1978: Die Füchse (The Sweeney; Fernsehserie, Folge Money, Money, Money)
- 1979: Die Affäre Garibaldi (The House on Garibaldi Street; Fernsehfilm)
- 1980: Der kleine Lord (Little Lord Fauntleroy; Fernsehfilm)
- 1980–1981: Die kleinen und die feinen Leute (The Other 'Arf; Fernsehserie, 14 Folgen)
- 1986: Die Rückkehr zur Schatzinsel (John Silver's Return to Treasure Island; Fernsehserie, 4 Folgen)
- 1989: Inspektor Morse, Mordkommission Oxford (Inspector Morse; Fernsehserie, Folge Ghost in the Machine)
- 1990–2005: The Bill (Fernsehserie, 9 Folgen)
- 1991: Der Gefangene der Teufelsinsel (Prisoner of Honor; Fernsehfilm)
- 1991: Jim Bergerac ermittelt (Bergerac; Fernsehserie, Folge A True Detective)
- 1991: Der Aufpasser (Minder; Fernsehserie, Folge The Greatest Show in Willesden)
- 1997: Gerichtsmediziner Dr. Leo Dalton (Silent Witness; Fernsehserie, 2 Folgen)
- 1998/2007: Inspector Barnaby (Midsomer Murders; Fernsehserie, 2 Folgen)
- 2000: Das zehnte Königreich (The 10th Kingdom; Fernseh-Miniserie, 1 Folge)
- 2002: Anazapta – Der schwarze Tod (Anazapta)
- 2006: Alien Autopsy – Das All zu Gast bei Freunden (Alien Autopsy)
- 2008: Bonekickers (Fernseh-Miniserie, Folge Army of God)